# Ditrichophora niveifrons
Ditrichophora niveifrons är en tvåvingeart som först beskrevs av Cresson 1926.  Ditrichophora niveifrons ingår i släktet Ditrichophora och familjen vattenflugor. Inga underarter finns listade i Catalogue of Life.